# Cidade da Cultura da Galiza

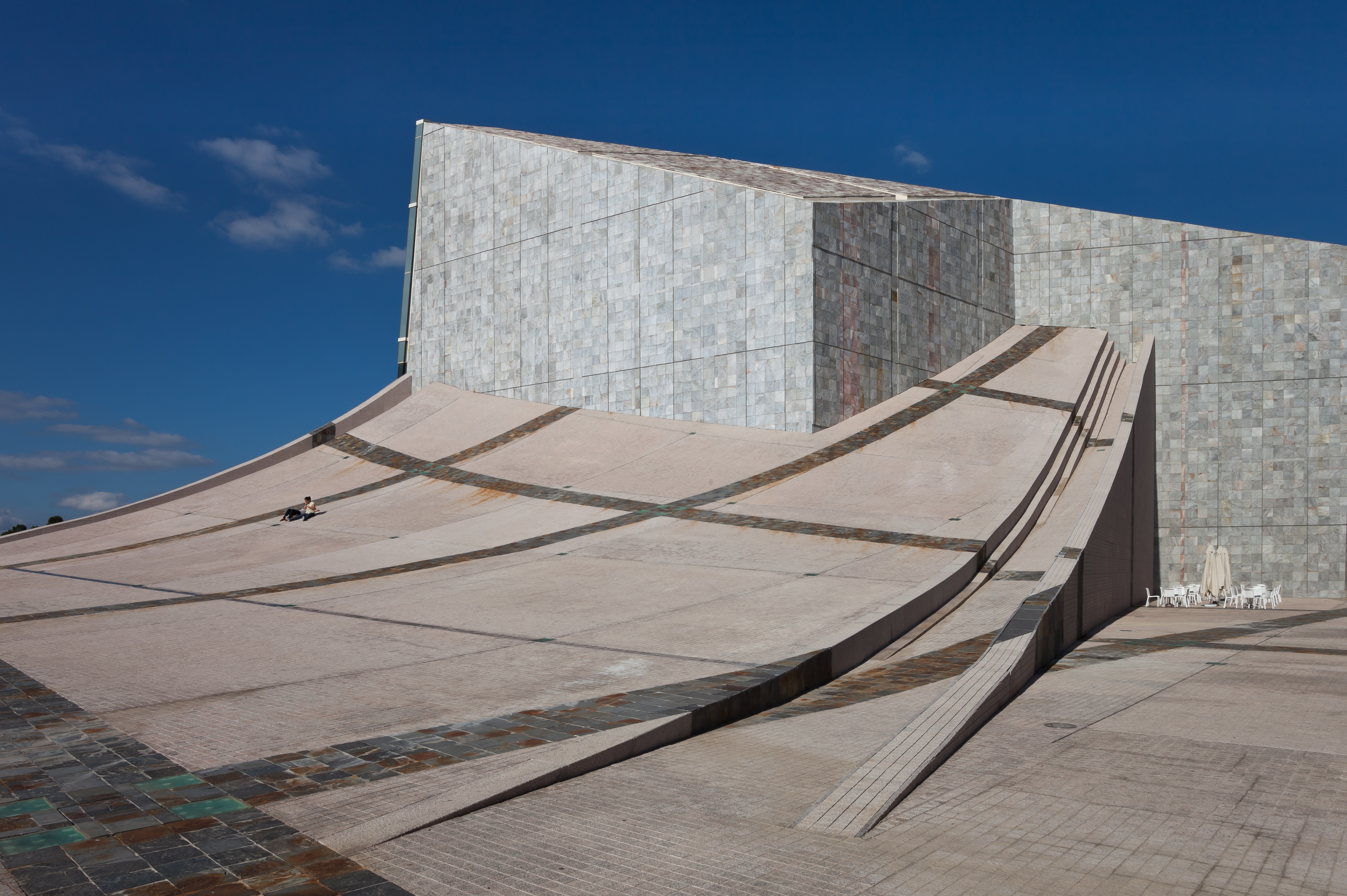
Cidade da Cultura

A Cidade da Cultura da Galiza é um complexo arquitetónico, cultural e de entretenimento da cidade de Santiago de Compostela, A Corunha, Galiza. O complexo reconcilia a conservação do património com a produção de conhecimento, investigação, criação e consumo cultural.
O projeto de construção da Cidade da Cultura da Galiza nasceu em 1999 quando a Junta da Galiza lançou um Concurso Internacional de Arquitetura para a sua construção no Monte Gaiás em Santiago de Compostela, A Corunha.
O projeto selecionado foi o do arquiteto Peter Eisenman devido à singularidade tanto conceptual como plástica, e à integração excepcional no local. O projecto de Eisenman cria um novo cimo para o Monte Gaiás.
O complexo do Monte Gaiás ocupa uma superfície de 141.800 metros quadrados.
As obras de construção do complexo tiveram início em 2001.